# 小林亜美
小林 亜美（こばやし あみ、1981年7月20日 - ）は、日本の女優、声優。東京都出身。劇団俳優座所属。劇団俳優座21期生。

## 人物
身長157cm。趣味・特技は家にいること、犬と遊ぶこと、DVD・舞台鑑賞、子守唄、英会話（英検1級）、キャンプインストラクター。

## 出演

### テレビドラマ
- 魔性の群像（看護師）

### テレビ番組
- おもてなしの基礎英語（占い師）
- 櫻井・有吉 THE夜会（再現VTR、大泉洋の妻）
- ザ!世界仰天ニュース（再現VTR、山辺節子）

### 劇場アニメ
- 名探偵コナン 紺青の拳（2019年、アナウンサー）

### 吹き替え

#### 映画
- 逃亡地帯（ルビー・カルダー）

#### テレビドラマ
- アンフォゲッタブル 完全記憶捜査（ジュヌヴィエーヴ）
- ハンド・オブ・ゴッド（ジョスリン）
- Major Crimes 〜重大犯罪課（シンシア、リリー・パーマー）

#### アニメ
- バービーと伝説の馬（マレーネ）

### ボイスオーバー
- 小さな声のカノン

### CM
- 衛星放送協会「Happy TV Life」
- サッポロビール「プレミアムアルコールフリー」
- メガネの田中「センスアップメガネ」

### 舞台

#### 俳優座公演
- 大岡越前-卯の花がさくとき
- 樫の木坂四姉妹
- 巨人伝説
- コーカサスの白墨の輪
- 国語-私の家庭劇
- ザ・ダイニング・ルーム
- 山火
- 白いスケッチブック
- 戦争とは…2014
- パックオブライズ
- 真面目が肝心
- 病いは気から
- ロミオとジュリエット
- われらの星の時間
- セチュアンの善人[2]

#### 外部公演
- 黄金のごはん食堂
- 大つごもり
- カーテンタイム・イン・タイム
- 金曜日の終わりに
- 今宵はこれにて
- 榊原さんは永遠に憂鬱なのかもしれない
- 死ねば者ども
- ゼロ・アワー‐東京ローズ最後のテープ‐
- 大勇者伝
- 扉のむこうのコト~Tickets Please!~
- 二人でシュトラウス
- パルレ
- 百枚めの写真
- LOST!
- ロストマンブルース